# Feinglosita
La feinglosita és un mineral de la classe dels fosfats, que pertany al supergrup de la brackebuschita. Rep el nom per Mark N. Feinglos (1948-), professor al Centre Mèdic de la Universitat de Duke, a Durham, Carolina del Nord, qui va descobrir el mineral.

## Característiques
La feinglosita és un arsenat de fórmula química Pb₂Zn(AsO₄)₂·H₂O. Va ser aprovada com a espècie vàlida per l'Associació Mineralògica Internacional l'any 1995. Cristal·litza en el sistema monoclínic. La seva duresa a l'escala de Mohs es troba entre 4 i 5.
Segons la classificació de Nickel-Strunz, la feinglosita pertany a «08.BG: Fosfats, etc. amb anions addicionals, sense H₂O, amb cations de mida mitjana i gran, (OH, etc.):RO₄ = 0,5:1» juntament amb els següents minerals: arsentsumebita, bearthita, brackebuschita, gamagarita, goedkenita, tsumebita, arsenbrackebuschita, bushmakinita, tokyoïta, calderonita, melonjosephita i tancoïta.

## Formació i jaciments
Va ser descoberta a la mina Tsumeb, situada a la localitat de Tsumeb, a la regió d'Otjikoto (Namíbia). També ha estat descrita a les mines de Kamariza, a Àtica, Grècia. Aquests dos indrets són els únics de tot el planeta on ha estat descrita aquesta espècie mineral.